# Kåre Hedebrant
Kåre Gillis Hedebrant (* 28. Juni 1995 in Stockholm) ist ein schwedischer Schauspieler. Einem breiten Publikum wurde er durch seine erste Hauptrolle in dem Spielfilm So finster die Nacht (2008) bekannt.

## Biografie
Kåre Hedebrant wurde 1995 im Stockholmer Bezirk Hässelby geboren. Er besucht die renommierte Adolf-Fredriks-Musikschule (Adolf Fredriks musikklasser) in Stockholm, wo er im Gesang ausgebildet wird und Mitglied des Schulchors ist. Mit diesem unternahm Hedebrant Gastspielreisen in Europa. Im Herbst 2005 übernahm er, neben Ulf Larrson und Marianne Scheja, die Hauptrolle in einer Freilufttheaterinszenierung von Astrid Lindgrens Michel aus Lönneberga im Garten des Stockholmer Armémuseums.
Der Durchbruch als Schauspieler gelang Hedebrant mit seiner ersten Hauptrolle in Tomas Alfredsons Spielfilm So finster die Nacht (2008). Das düstere Horror-Drama, eine Verfilmung des gleichnamigen Romans von John Ajvide Lindqvist, ist Anfang der 1980er Jahre in einer schwedischen Trabantenstadt angesiedelt und erzählt die Geschichte eines von seinen Klassenkameraden terrorisierten 12-jährigen Schülers, der die Bekanntschaft eines neu zugezogenen Nachbarskindes macht. Zwischen dem gleichaltrigen Mädchen (gespielt von Lina Leandersson), das sich als Vampir entpuppt, und dem Außenseiter entwickelt sich eine enge Beziehung, die dem Jungen Anschluss und Schutz gewährt. Hedebrant wurde durch ein Casting an seiner Schule für den Part des „Oskar“ entdeckt. Sowohl ihm als auch seiner Kodarstellerin Lina Leandersson war es nicht erlaubt, das Drehbuch zu lesen. Um Informationen über die jeweils zu spielenden Szenen weiterzugeben, las Alfredson den beiden Kindern ihren Text vor jeder Szene laut vor.
So finster die Nacht feierte seine Weltpremiere Ende Januar 2008 auf dem Göteborg International Film Festival, wo Tomas Alfredsons Regiearbeit sogleich mit dem Hauptpreis des Filmfestivals ausgezeichnet wurde. Der Film stand in der Gunst des Kinopublikums und der Kritiker und wurde unter anderem mit fünf Guldbagge-Auszeichnungen, Schwedens wichtigstem Filmpreis, preisgekrönt. Ebenso gepriesen für ihre Schauspielleistung wurden die noch relativ unbekannten Kåre Hedebrant und Lina Leandersson. Die Welt hob den Ernst der kindlichen Darsteller des „höchst originellen Vampir- und Erwachsendwerden-Film(s)“ hervor, während der US-amerikanische Kritiker Roger Ebert die Leistung der jungen Schauspieler ebenso als „stark“ bewertete. Hedebrant wurde gemeinsam mit Schauspielkollegen wie Dev Patel (Slumdog Millionär) für den Online Film Critics Society Award als Bester Nachwuchsdarsteller nominiert, wo er aber gegenüber seiner Filmkollegin Lina Leandersson das Nachsehen hatte. 2009 wurde der 13-Jährige gemeinsam mit Leandersson auch für den amerikanischen Young Artist Award nominiert.
Kåre Hedebrant lebt gemeinsam mit seinen Eltern und einer sieben Jahre älteren Schwester in Stockholm. Nach dem Erfolg seiner ersten Filmrolle ließ der Schüler, der unter anderem Shining zu seinen Lieblingsfilmen zählt, verkünden, einer Schauspielkarriere nicht abgeneigt zu sein, sich aber auch für andere Berufe zu interessieren. Seine Schauspielkarriere nahm Hedebrant 2011 mit der Hauptrolle in Kristoffer Metcalfes norwegischem Jugendfilm Amors baller wieder auf, in dem er einen Jungen aus Stockholm spielt, der in die norwegische Provinz zieht und sich dort in die Führungsspielerin der weiblichen Fußballmannschaft verliebt. Darauf folgten Auftritte in den schwedischen Fernsehserien Anno 1790 (2011) und Äkta människor (2012).
Hedebrant spielt Klavier und Gitarre.

## Filmografie
- 2008: So finster die Nacht (Låt den rätte komma in)
- 2011: Amors baller
- 2011: Anno 1790 (Fernsehserie, 1 Folge)
- 2012–2014: Real Humans – Echte Menschen (Äkta människor, Fernsehserie, 20 Folgen)

## Auszeichnungen
Fangoria Chainsaw Award
- 2009: nominiert als Bester Hauptdarsteller für So finster die Nacht[9]

Online Film Critics Society Award
- 2009: nominiert als Bester Nachwuchsdarsteller für So finster die Nacht

Young Artist Award
- 2009: nominiert in der Kategorie Beste Darstellung in einem internationalen Spielfilm (gemeinsam mit Lina Leandersson) für So finster die Nacht[10]